# Hello Hooray
"Hello Hooray" es una canción de Rolf Kempf interpretada por Alice Cooper. La canción alcanzó la posición #6 en la lista británica UK Singles Chart en 1973. También logró la posición #6 en Holanda, #13 en Alemania, #14 en Irlanda, #16 en Austria, #35 en la lista Billboard Hot 100 de los Estados Unidos, y #95 en tierras australianas. La canción aparece en la película X-Men: días del futuro pasado.

## Créditos
- Alice Cooper – voz
- Glen Buxton – guitarra
- Michael Bruce – guitarra
- Dennis Dunaway – bajo
- Neal Smith – batería
- Steve "The Deacon" Hunter – guitarra